# Delma labialis
Delma labialis är en ödleart som beskrevs av  Eddie L. Shea 1987. Delma labialis ingår i släktet Delma och familjen fenfotingar. IUCN kategoriserar arten globalt som sårbar. Inga underarter finns listade i Catalogue of Life.
Arten förekommer i nordöstra Queensland i Australien. Den hittades även på norra Kap Yorkhalvön. Delma labialis lever i mera torra skogar. Den gömmer sig i lövskiktet och under olika föremål. Ibland besöks angränsande hedområden.